# Újvidéki vérengzés (1942)
Az újvidéki vérengzés, vagy hideg napok 1942 januárjában egy eredetileg a partizánok ellen indított razzia kiterjesztése során magyar katonai alakulatok az 1941 tavaszán visszafoglalt Bácskában (Újvidéken és környékén) etnikai alapú tömeggyilkosságot követtek el, amelynek körülbelül 3300-3800, főként szerb és zsidó nemzetiségű polgári lakos esett áldozatul, de voltak közöttük magyar nemzetiségűek is. Szombathelyi Ferenc vezérezredes, a m. kir. Honvéd Vezérkar főnöke vizsgálatot indított az ügyben. A második világháború idején egyedül Magyarország indított polgári személyek ellen elkövetett atrocitás miatt hadbírósági eljárást a saját hadserege és csendőrsége állományának tagjai ellen.
2013-ban Áder János magyar államfő bocsánatot kért az ártatlan szerbek ellen elkövetett bűnökért, amelyeket magyarok követtek el a második világháború idején a Vajdaságban.

## A vérengzés előzménye és lefolyása
1941 novemberében, a Bácskában felerősödött a jugoszláv (szerb) partizánok tevékenysége. Az ún. Sajkásvidéken a magyar csendőrség katonai alakulatokkal együttműködve megkezdte egy aktív fegyveres ellenállócsoport (csetnik) felszámolását. Több összecsapás eredményeként mindkét oldalon számos haláleset történt. A térséget újból hadműveleti területté nyilvánítottak. 1942. január 4-én egy sajkásvidéki lakatlan tanyánál súlyos tűzharc bontakozott ki a magyar csendőrök, katonák és az ott rejtőzködő partizánok között. 10 magyar katona és csendőr halt meg, és több partizán is. A magyar honvédség megtorlást helyezett kilátásba. 1942. január 12. és 15. között a Feketehalmy-Czeydner Ferenc altábornagy, Grassy József
vezérőrnagy, Deák László ezredes és Zöldy Márton csendőrszázados vezette katonai és csendőri alakulatok razziát tartottak a rejtőzködő partizánok és a nem megbízhatónak gondolt személyek felkutatására. A razziát ezután az altábornagy és társai önhatalmú akciójaként kiterjesztették a környező községek szerb és zsidó lakosságára, majd Újvidék (Novi Sad) városára is. A vérengzés során január 20. és 23. között sok partizánt, kommunistát és több ezer teljesen ártatlan polgári, többségében szerb, zsidó személyt lőttek agyon a nyílt utcán, vagy géppuskáztak a jeges Dunába, vagy a Tiszába Újvidéken, Zsablyán, Csúrogon, Mozsoron és Óbecsén (Bečej), de ugyanúgy megtorolták a magyar kommunisták szervezkedéseit is (például Óbecsén).
A kivégzések közvetlen oka a razzia alatt bevezetett kijárási és helyváltoztatási tilalom volt. Azokat végezték ki, akiket az egyes településeken a helybeliekből összeállított igazoló bizottság nem tudott igazolni, következésképp nem ismerték őket, nem helybeliek voltak. Szombathelyi Ferenc vezérezredes január 22-én táviratilag utasította Feketehalmy-Czeydner altábornagyot, hogy a törvénytelenségeket személyes felelősség mellett szüntesse meg. A következő napon (január 23.) a razziázó járőrök között a rendkívüli hideg miatt rumot osztottak, és az ittas katonák követték el az első igazolhatatlan atrocitásokat. A korábbi kivégzések ugyanis rögtönítélő bíróságok ítéletein alapultak, ami háborús körülmények között bevett szokás volt minden hadviselő félnél.
Feketehalmy-Czeydner csak 23-án este rendelte el a razzia befejezését, de 26-ig még folytak tisztogatások. Január 30-án Szombathelyi Ferenc a karhatalmi működést beszüntette.

## Az áldozatok száma

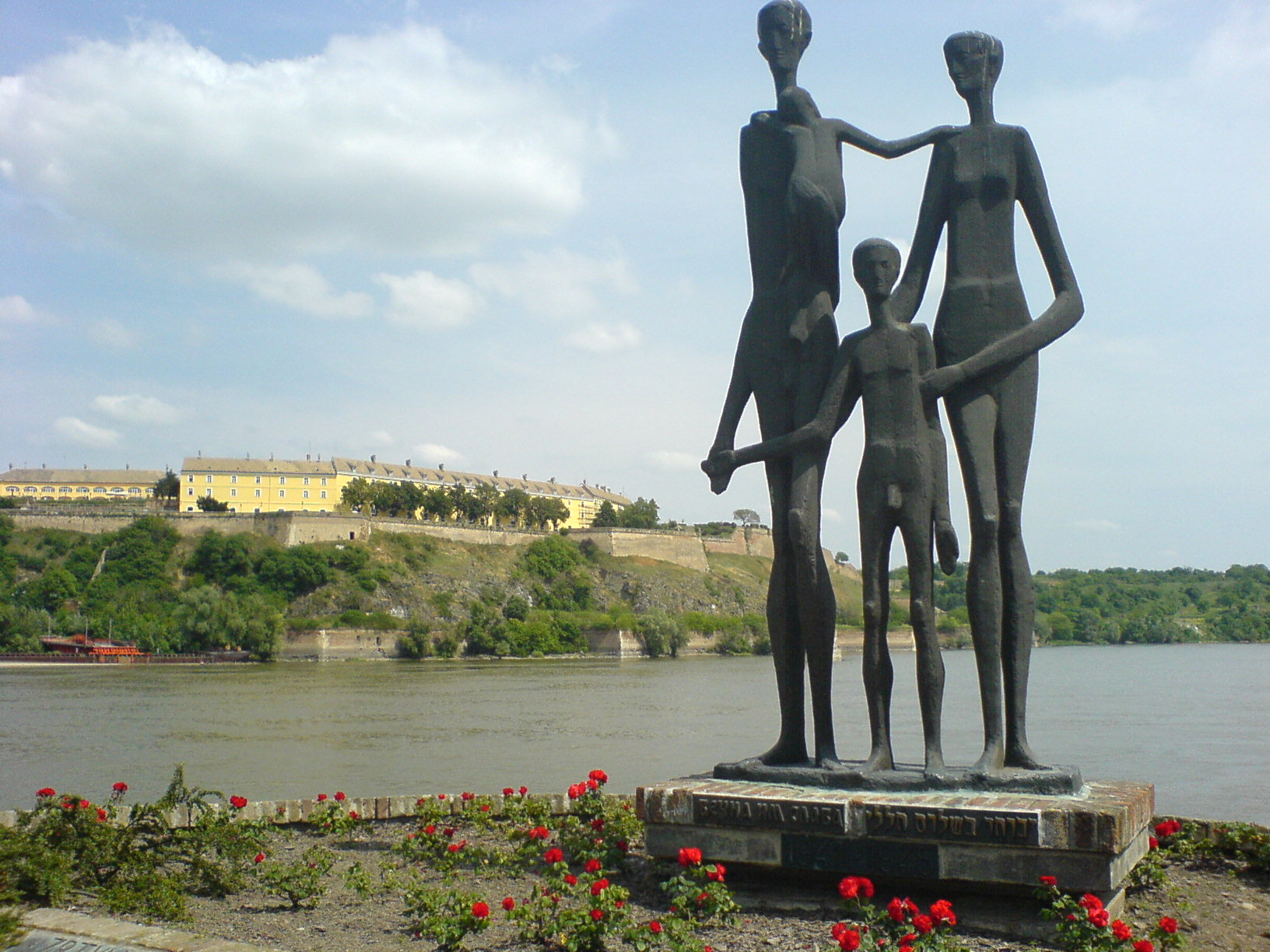
Az áldozatok emlékműve Újvidéken, a Dunaparton

Az újvidéki razzia során a későbbi hivatalos magyar adatok szerint a honvédek és csendőrök 3309, zömében szerb polgári lakost gyilkoltak meg, köztük 792 nőt, 299 idős embert és 147 gyermeket. A kivégzettek között volt mintegy 740 zsidó származású személy is.
Mai szerb történészek adatai alapján a vérengzésnek összesen 3808 áldozata volt, ezek közül 2578 szerb, 1068 zsidó, 64 roma, 31 ruszin, 21 magyar és 15 orosz nemzetiségű személy volt (31 főről nincs adat).
Az áldozatok megoszlása települések szerint (3340 fő):
- Boldogasszonyfalva – 74 fő;
- Csúrog – 887 fő;
- Dunagárdony – 32 fő;
- Mozsor – 195 fő;
- Óbecse – 168 fő;
- Sajkásgyörgye – 210 fő;
- Sajkásszentiván – 26 fő;
- Szenttamás – 2 fő;
- Temerin – 47 fő;
- Titel – 51 fő;
- Újvidék – 879 fő;
- Zsablya – 653 fő;
- Egyéb települések (Ada, Sajkáslak, Tündéres stb.): 116 fő.[7]

## A tettesek felelősségre vonása
Az újvidéki események már a második világháború idején botrányt kavartak. A tetteseket még 1943-ban a Horthy-rendszer alatti Magyarországon felelősségre vonták, és 15 felelősnek tartott honvéd- és csendőrtiszt ellen bírósági eljárás indult. Az összes hadviselő fél közül egyedül Magyarország, személy szerint Szombathelyi Ferenc vezérezredes, a Honvéd Vezérkar főnöke rendelt el saját hadseregének egységei ellen lakossággal szemben elkövetett atrocitások miatt vizsgálatot.
Szombathelyi 1942. február 4-én rendelte el a vizsgálatot, amelyet azonban Feketehalmy-Czeydner vezetett, így nemhogy felelősségre vonás nem történt, hanem Deák László ezredest még ki is tüntették a Magyar Érdemrend Középkeresztjével, hadiszalagon, kardokkal.
Szombathelyi megismételtette a vizsgálatot, ahol azonban csak 12 csendőrtiszt ügyében jártak el, mivel Feketehalmy-Czeydner altábornagy és Deák László ezredes ügyében maga a kormányzó szüntette meg az eljárást 1942. augusztus 13-án, azonban mindkettőjüket ezzel egyidejűleg, azonnali hatállyal nyugdíjazták. Grassy József vezérőrnagy ellen azért nem volt eljárás, mert a keleti fronton harcolt.
1943-ban az ügyet újra elővették. Az 1943. decemberi Vkf. bírósági tárgyalás vádlottjai:
- Honvédtisztek: Vitéz Feketehalmy-Czeydner Ferenc nyugállományú altábornagy, vitéz Grassy József magyar királyi vezérőrnagy, vitéz Deák László nyugállományú ezredes.
- Csendőrtisztek: Horkay József és vitéz Gaál Lajos magyar királyi csendőr ezredesek, vitéz Báthory Géza és Fóthy Ferenc nyugállományú csendőr alezredesek, Stepán László, dr. Kun Imre, dr. Csáky József, Bandur Károly, dr. Kacskovics Balázs, dr. Képíró Sándor, dr. Zöldy Márton magyar királyi csendőr századosok és Gerencsér Mihály magyar királyi csendőr főhadnagy.

A fő felelősöket a tárgyalás során halálra ítélték. A halálos ítéleteket azonban nem tudták végrehajtani, mivel az elítéltek egy része Németországba menekült. Mások, mint a hűtlenségért elítélt Képíró Sándor, rövid börtönbüntetés után újra szolgálati állományba kerültek.
A fő felelősöket a háború után kiadták Jugoszláviának, ahol népbírósági ítélettel, egyes tudósítások szerint igen kegyetlen módon háborús bűnösökként kivégezték őket. Többek között Báthory Géza vitéz, csendőr alezredes, újvidéki csendőr osztályparancsnok; Deák Leó dr., Bács-Bodrog megye főispánja; Könyöki József dr., rendőrtanácsos; Knézy Péter, újvidéki kereskedő; Krámer Gyula, újvidéki gyáros, a magyarországi felsőház tagja; Popovics, L. Milán, a magyar országgyűlés szerb képviselője, előbb jugoszláv szenátor; Tallián József, az újvidéki rendőrkapitány helyettese; Zombory Gyula, az újvidéki rendőrkapitányság vezetője stb. is a vádlottak padjára került. Ezek az ítéletek ma már vitatottak.
Szombathelyi Ferenc volt honvéd vezérkari főnököt is kivégezték Jugoszláviában. Róla utólag, 1994-ben azt állapította meg a Legfelsőbb Bíróság, hogy "a terhére rótt bűncselekményeket nem követte el.". Bár a Legfelsőbb Bíróság csak a Magyarországon hozott ítéleteket érvényteleníthette, a jugoszláv per is ezeken a vádakon alapult, a Magyarországról való kiadatással kezdődött, így a felmentésből az is következik, hogy jugoszláviai kivégzése egy ártatlan ember kivégzése volt. A HM Hadtörténeti Intézet és Múzeumban lévő emléktába mártírként emlékezik rá.

## Az 1944–45-ös megtorlás
Az újvidéki vérengzés Magyarországon és más országokban is a visszacsatolt magyar területeken a háború során elkövetett háborús bűncselekmények jelképévé vált. A magyar lakosság ellen elkövetett 1944–45-ös megtorlás ugyanakkor nemzetközileg sokkal kevésbé ismert, bár legfontosabb tényeit a kutatók már feltárták és történt szerb beismerés és rehabilitáció is ez ügyben.
A megtorlások magyar áldozatainak számát egyes források 30 000 és 45 000 fő közé teszik, de a pontos adatok tisztázása folyamatban van. 2013-ban Szerbia elnöke, az EU-ba való belépésükre készülve, elismerte és elitélte a háborús bűntetteket.

## Emlékezete
Az eseményekről szól Cseres Tibor Hideg napok című regénye, melyből Kovács András forgatott filmet azonos címmel 1966-ban.